# Trigonella
Trigonella este un gen aparținând familiei Fabaceae. Cel mai cunoscut reprezentant este Trigonella foenum-graecum (schinduf). Speciile se găsesc în mod natural în Insulele Canare, sudul Europei, Africa non-tropicală, Asia centrală și de vest, subcontinentul Indian și în Australia.

## Specii
Din acest gen fac parte următoarele specii:
- Trigonella adscendens (Nevski) Afan. & Gontsch.
- Trigonella afghanica Vassilcz.
- Trigonella anguina Delile
- Trigonella aphanoneura Rech.f.
- Trigonella arabica Delile
- Trigonella aristata Vassilcz.
- Trigonella bactriana Vassilcz.
- Trigonella badachschanica Afan.
- Trigonella bakhtiarica Ranjbar & Z.Hajmoradi
- Trigonella balachowskyi Leredde
- Trigonella balansae Boiss. & Reut.
- Trigonella berythea Boiss. & Blanche
- Trigonella binaloudensis Ranjbar & Karamian
- Trigonella cachemiriana Cambess.
- Trigonella caelesyriaca Boiss.
- Trigonella caerulea (L.) Ser.
- Trigonella calliceras Fisch. ex M.Bieb.
- Trigonella capitata Boiss.
- Trigonella cariensis Boiss.
- Trigonella cassia Boiss.
- Trigonella cedretorum Vassilcz.
- Trigonella cephalotes Boiss. & Balansa
- Trigonella cilicica Hub.-Mor.
- Trigonella coerulescens (M.Bieb.) Halácsy
- Trigonella corniculata (L.) L.
- Trigonella cretica (L.) Boiss.
- Trigonella cylindracea Desv.
- Trigonella dasycarpa (Ser.) Vassilcz.
- Trigonella disperma Bornm.
- Trigonella edelbergii (Širj. & Rech.f.) Rech.f.
- Trigonella elliptica Boiss.
- Trigonella emodi Benth.
- Trigonella falcata Balf.f.
- Trigonella filipes Boiss.
- Trigonella fimbriata Royle ex Benth.
- Trigonella foenum-graecum L. (schinduf)
- Trigonella freitagii Vassilcz.
- Trigonella gharuensis Rech.f.
- Trigonella glabra Thunb.
- Trigonella gladiata Steven ex M.Bieb.
- Trigonella gontscharovii Vassilcz.
- Trigonella gracilis Benth.
- Trigonella graeca (Boiss. & Spruner) Boiss.
- Trigonella grandiflora Bunge
- Trigonella griffithii Boiss.
- Trigonella heratensis Rech.f.
- Trigonella hierosolymitana Boiss.
- Trigonella ionantha Rech.f.
- Trigonella iskanderi Vassilcz.
- Trigonella kafirniganica Vassilcz.
- Trigonella khalkhalica Ranjbar & Z.Hajmoradi
- Trigonella koeiei Širj. & Rech.f.
- Trigonella korovinii Vassilcz.
- Trigonella kotschyi Fenzl ex Boiss.
- Trigonella laciniata L.
- Trigonella lasiocarpa Ranjbar & Z.Hajmoradi
- Trigonella late-alata (Bornm.) Vassilcz.
- Trigonella laxiflora Aitch. & Baker
- Trigonella laxissima Vassilcz.
- Trigonella lilacina Boiss.
- Trigonella linczevskii Vassilcz.
- Trigonella lipskyi Širj.
- Trigonella lycica Hub.-Mor.
- Trigonella macrorrhyncha Boiss.
- Trigonella marco-poloi Vassilcz.
- Trigonella maritima Delile ex Poir.
- Trigonella media Delile ex Urb.
- Trigonella mesopotamica Hub.-Mor.
- Trigonella obcordata Benth.
- Trigonella occulta Delile ex Ser.
- Trigonella pamirica Boriss.
- Trigonella platyphylla Sam. ex Rech.f.
- Trigonella podlechii Vassilcz.
- Trigonella podperae (Širj.) Vassilcz.
- Trigonella procumbens (Besser) Rchb.
- Trigonella pseudocapitata Contandr. & Quézel
- Trigonella pycnotricha Rech.f.
- Trigonella raphanina Boiss.
- Trigonella rechingeri Širj.
- Trigonella rotundifolia (Sm.) Strid
- Trigonella salangensis Vassilcz.
- Trigonella schlumbergeri Boiss.
- Trigonella × schweinfurthiana Muschl.
- Trigonella × sickenbergeriana Muschl.
- Trigonella siunica Vassilcz.
- Trigonella smyrnea Boiss.
- Trigonella spicata Sm.
- Trigonella spinosa L.
- Trigonella spruneriana Boiss.
- Trigonella squarrosa Vassilcz.
- Trigonella stellata Forssk.
- Trigonella stenocarpa Rech.f.
- Trigonella stipitata Ranjbar & Joharchi
- Trigonella strangulata Boiss.
- Trigonella striata L.f.
- Trigonella suavissima Lindl.
- Trigonella subenervis Rech.f.
- Trigonella teheranica Bornm.
- Trigonella torbatejamensis Ranjbar
- Trigonella turkmena Popov
- Trigonella uncinata Banks & Sol.
- Trigonella velutina Boiss.
- Trigonella velutinoides Hub.-Mor.
- Trigonella verae Širj.
- Trigonella xeromorpha Rech.f.
- Trigonella yasujensis Ranjbar, Z.Hajmoradi & Karamian
- Trigonella zaprjagaevii Afan. & Gontsch.